# Jerzy Zieliński
Jerzy Zieliński (Hanau, Alemania, 1943) es un botánico y profesor universitario polaco. Desarrolla actividades académicas en el Instituto de Dendrología, de la Academia Polaca de Ciencias.

## Vida
Estudia en la Universidad de Leipzig, en Alemania, pedagogía en biología y geografía.

## Algunas publicaciones
- 2008. Notes on the genus Crataegus (Rosaceae – Pyreae) in Southern Europe, the Crimea and Western Asia. Nordic J. of Botany 26: 344-366

- 2006. Notes on the geographic distribution and ecology of Salix xanthicola (Salicaceae). Phytologia Balcanica 12 (2): 209-213

- 2004. The genus Rubus (Rosaceae) in southeastern Lower Silesia (Poland). Polish Bot. J. 49 ( 2): 161-180 resumen

- 2003. Cyperus strigosus (Cyperaceae), a naturalized species new to Bulgaria. Polish Bot. J. 48 (1): 47-49 resumen

- 2003. Empetrum nigrum subsp. hermaphroditum (Empetraceae) in Bulgaria. Polish Bot. J. 48 (1): 51-54

### Libros
- 2004. The Genus Rubus (Rosaceae) in Poland. Polish Botanical Studies 16. Editor Polish Acad. of Sci. 300 pp. ISBN 8389648105

- 1994. Woody Flora of Chios. Con Adam Boratynski, Kazimierz Browicz. Editor Iohn [i.e. John] Perikos, 62 pp. ISBN 9608500966

- 1992. Chorology of trees and shrubs in Greece. Con Adam Boratyński, Kazimierz Browicz. 2ª edición de Sorus, 286 pp. ISBN 8385599053

- 1987. Rodzaj Rosa L., Róża. Flora Polski 5. Editor Państwowe Wydawn. Naukowe, 48 pp. ISBN 830107616X

- 1982. Rosaceae: Rosa. Flora Iranica 152. Editor Akademische Druck- u. Verlagsanstalt, 32 pp.

## Honores
Editor de
- Phytologia Balcanica[1]

### Eponimia
- (Rosaceae) Amygdalus zielinskii Browicz[2]

- La abreviatura «Ziel.» se emplea para indicar a Jerzy Zieliński como autoridad en la descripción y clasificación científica de los vegetales.[3]